# 성동초등학교 (부산)
성동초등학교는 대한민국 부산광역시 남구에 있는 공립 초등학교이다.

## 학교 연혁
- 1952년 4월 6일 부산 성동국민학교 개교(12학급)
- 2007년 10월 26일 곤충생태관 조성 개장
- 2010년 3월 1일 생태교육 학부모 위원제 운영
- 2011년 11월 4일 지역과 함께하는 '성동 숲사랑 축제' 발표
- 2024년 3월 1일 37학급 편성(특수 2학급 포함)
- 2024년 2월 1일 돌봄교실 1개 학급 증설
- 2024년 2월 1일 제71회 졸업식 총 154명 (누계 30,916명)
- 2023년 10월 1일 성동 학예회 실시
- 2023년 9월 1일 제26대 김영선 교장 취임

## 참고 자료
- 성동초등학교 - 한국교육학술정보원 학교알리미